# Hipercolesterolèmia familiar
La hipercolesterolèmia familiar (HF) és un trastorn genètic caracteritzat per nivells alts de colesterol, concretament nivells molt alts del colesterol de lipoproteïnes de baixa densitat (colesterol LDL), a la sang i malalties cardiovasculars primerenques. Les mutacions més comunes disminueixen el nombre de receptors funcionals de LDL al fetge o produeixen receptors LDL anormals que mai van a la superfície cel·lular per funcionar correctament (tràfic anormal). La bioquímica subjacent és lleugerament diferent en les persones amb HF, els seus nivells alts de colesterol responen menys als tipus de mètodes de control del colesterol que solen ser més efectius en persones sense HF (com ara la modificació de la dieta i les pastilles d'estatina). No obstant això, el tractament (incloent-hi dosis més altes d'estatina) sol ser efectiu.
L'HF es classifica com una dislipèmia familiar de tipus 2. Hi ha cinc tipus de dislipèmia familiar (sense incloure els subtipus), i cadascun es classifica tant pel perfil lipídic alterat com per l'anormalitat genètica. Per exemple, l'LDL alt (sovint a causa d'un defecte del receptor de LDL) és el tipus 2. Altres inclouen defectes en el metabolisme dels quilomicrons, el metabolisme dels triglicèrids i el metabolisme d'altres partícules que contenen colesterol, com ara VLDL i IDL.
Aproximadament 1 de cada 100 a 200 persones tenen mutacions en el gen LDLR que codifica el receptor LDL, que normalment elimina les LDL de la circulació, o l'apolipoproteïna B (ApoB), que és la part de LDL que s'uneix al receptor; Les mutacions en altres gens són rares, però és important saber-ho, incloses les mutacions de guany de funció la PCSK9, la "tisora" molecular dels receptors de LDL, el que fa que hi hagi menys LDLR disponible. Les mutacions de la PCSK9 causen menys del 5% dels casos d'HF segons la majoria d'estudis epidemiològics. Les persones que tenen una còpia anormal (són heterozigots) del gen LDLR i poden desenvolupar una malaltia cardiovascular prematurament entre els 30 i els 40 anys. Tenir dues còpies anormals (homozigots) pot causar malalties cardiovasculars greus en la infància. La HF heterozigota és un trastorn genètic comú, heretat en un patró autosòmic dominant, que es presenta en 1:250 persones a la majoria de països; l'HF homozigota és molt més rara, es produeix en 1 de cada 300.000 persones.
L'HF heterozigota normalment es tracta amb estatines, segrestants d'àcids biliars o altres hipolipemiants que redueixen els nivells de colesterol. En general, s'ofereix assessorament genètic en els casos nous. L'HF homozigota sovint no respon a la teràpia mèdica i pot requerir altres tractaments, inclosa l'afèresi d'LDL (eliminació d'LDL en un mètode similar a la diàlisi) i ocasionalment trasplantament hepàtic.